# Salix wimmeriana
Salix wimmeriana är en videväxtart som beskrevs av Gren och Godr.. Salix wimmeriana ingår i släktet viden, och familjen videväxter. Inga underarter finns listade i Catalogue of Life.